# Трофимова, Юлия
Юлия Трофимова (род. 1978) — российский режиссёр, сценарист и продюсер кино. Наиболее известна как создатель фильма «Страна Саша», вошедшего в программу Generation 72-го Берлинского международного кинофестиваля.

## Биография
Родилась в 1978 году в Калуге.
Училась на экономическом факультете МГУ. Изучала режиссуру и сценарное мастерство в Нью-Йоркской киноакадемии (отделение в Лос-Анджелесе), общую режиссуру в Московской школе нового кино (художественный руководитель курса Дмитрий Мамулия) и сценарное мастерство в школе «Лига Кино».
В режиссуре дебютировала в 2017 году короткометражной драмой «В игре» с Владимиром Хацкевичем в главной роли. В сотрудничестве с американскими кинематографистами сняла 11-минутную ленту «Комментатор» (2019), успешно выступившую на ряде кинофестивалей.
Режиссёр сериалов «Инсталайф» и «Я „любила“ мужа».